# Thanh gươm diệt quỷ (mùa 3)
Thanh gươm diệt quỷ là một bộ anime Nhật Bản dựa trên bộ truyện tranh cùng tên, được viết và minh họa bởi Gotōge Koyoharu. Vào phần cuối của mùa 2, mùa thứ 3 là phần "Làng thợ rèn" trong manga cũng đã được công bố. Bộ anime được chuyển thế từ chương 98 đến chương 127.
Vào ngày 3 tháng 2 năm 2023, một bộ phim tổng hợp mang tên Thanh gươm diệt quỷ: Đường đến làng thợ rèn, bao gồm hai tập cuối của phần Kỹ Viện Trấn và ba tập đầu tiên của phần Làng Thợ Rèn, được công chiếu tại Nhật Bản. Mùa thứ ba dựa trên phần thứ chín của manga, phần làng rèn gươm. Thanh gươm diệt quỷ mùa 3 sẽ dựa trên hành trình của Tanjiro đến một Ngôi làng rèn gươm, nơi cậu biết về một vũ khí bí mật và cuộc hành trình bắt đầu. Đội ngũ thiết kế và sản xuất bao gồm có Sotozaki Haruo làm vị trí đạo diễn, Matsushima Akira làm về mảng thiết kế nhân vật đồng thời cũng làm đạo diễn hoạt hình và Ufotable chịu trách nhiệm sản xuất anime. Dàn diễn viên lồng tiếng chính cũng đã quay trở lại.
Vào ngày 30 tháng 3 năm 2023, công ty Muse Communication đã mua bản quyền, đồng thời cấp phép cho mùa thứ ba tại khu vực Đông Nam Á. Vào ngày hôm sau, công ty phân phối Crunchyroll đã chính thức xác nhận sẽ cấp phép cho mùa này và đã bắt đầu phát trực tuyến với phiên bản lồng tiếng Anh bắt đầu từ ngày 28 tháng 5 năm 2023.
Ca khúc mở đầu của bộ anime mang tên là "Khế ước Kỳ diệu" (絆ノ奇跡 (Miracle of Bonds) "Kizuna no Kiseki"), trong khi ca khúc kết thúc của bộ là "Khát vọng" (コイコガレ (Yearning) "Koi Kogare"), cả hai bài hát đều được sáng tác bởi Man with a Mission và Milet. Bài hát "Ca khúc Kamado Nezuko" (竈門襧豆子のうた ("Nezuko Kamado's Song") "Kamado Nezuko no Uta") của Shiina Go kết hợp với Nakagawa Nami được công bố dưới dạng là ca khúc được chèn vào trong tập 11. Thanh gươm diệt quỷ – Làng rèn kiếm đã được công chiếu vào ngày 9 tháng 4 năm 2023, với tập 1 đặc biệt dài khoảng 49 phút và kết thúc với tập 11 dài khoảng 52 phút vào ngày 18 tháng 6 năm 2023.

## Tập phim
| TT. tổng thể | TT. trong mùa phim | Tiêu đề | Đạo diễn                                                     | Kịch bản                       | Ngày phát hành gốc  | Xếp hạng người xem |
| --- | ------------------ | --- | ------------------------------------------------------------ | ------------------------------ | ------------------- | ------------------ |
| 45 | 1                  | "Giấc mơ về ai đó" Chuyển ngữ: "Dareka no Yume" (tiếng Nhật: 誰かの夢)                                                                                        | Shinya Shimomura Takashi Suhara                              | Takashi Suhara Yūichi Terao    | 9 tháng 4 năm 2023  | 9.1%               |
| Quỷ vương Kibutsuji Muzan đã triệu tập nốt năm con Thượng huyền quỷ còn lại – Akaza, Gyokko, Hantengu, Doma và Kokushibo – để thông báo cho họ về cái chết của Gyutaro và Daki. Muzan khuyên họ vì những thất bại và thiếu mục đích của họ, trước khi gửi Gyokko và Hantengu vào một nhiệm vụ chung. Hai tháng sau, Tanjiro vẫn đang hồi phục vết thương sau khi Zenitsu và Inosuke đã được triệu tập để thực hiện các nhiệm vụ cá nhân. Bởi vì Hotaru Haganezuka, người rèn kiếm cho Tanjiro đã từ chối rèn cho cậu một thanh kiếm mới do làm gãy những thanh kiếm trước đó, Tanjiro đã được yêu cầu gặp để đến gặp Haganezuka tại Làng rèn kiếm để thảo luận với ông về chuyện thanh kiếm. Cậu đến cùng với Nezuko và đã gặp Luyến Trụ Kanroji Mitsuri và trưởng làng Tecchikawahara Tecchin, người đảm bảo với Tanjiro rằng cậu sẽ đưa Hotaru trở lại để chế tạo thanh kiếm. Trong khi đang thư giãn tại suối nước nóng, Tanjiro và Nezuko đã bắt gặp Genya, em trai của Shinazugawa Sanemi và cũng là một Sát thủ quỷ, nhưng cậu đã tức giận, tấn công Tanjiro rồi bỏ đi. Trở về ngôi làng, Mitsuri đã gợi ý cho Tanjiro về một "vũ khí bí mật" đã được giấu trong làng có thể khiến cậu trở nên mạnh mẽ hơn và chào tạm biệt hai anh em. Ngày hôm sau, khi đang tìm kiếm Hotaru, Tanjiro đã gặp Hà trụ Tokitō Muichirō và cậu thấy rằng dường như đi cùng anh ta là một hình bóng trong giấc mơ của cậu. |                    | |                                                              |                                |                     |                    |
| 46 | 2                  | "Yoriichi mẫu số không" Chuyển ngữ: "Yoriichi Zeroshiki" (tiếng Nhật: 縁壱零式)                                                                               | Akihiko Uda                                                  | Kei Tsunematsu                 | 16 tháng 4 năm 2023 | 7.6%               |
| Trong khi đang nghe lén, Tanjiro quan sát được Muichiro đang đe dọa với một thợ rèn kiếm và đang nảy sinh ra mâu thuẫn. Tanjiro sau đó đã ra ngăn cản và cố gắng bảo vệ nhưng lại bị Muichiro thờ ơ đánh cậu vì cố gắng can thiệp. Sau khi tỉnh dậy, một cậu bé tên Kotetsu đã giải thích rằng "bóng dáng" mà cậu đã nhìn thấy thực ra là một con búp bê huấn luyện cơ khí tiên tiến, được chế tạo theo tên của một kiếm sĩ sống cách đây hơn 300 năm về trước. Cậu giải thích rằng con búp bê được làm bởi tổ tiên của anh, và vì anh không có gia đình, nên đó là tất cả những gì mà anh phải truyền lại cho thế hệ sau. Tanjiro đã đồng ý để bảo vệ cho con búp bê, nhưng Muichiro lại xuất hiện, sau khi kết thúc buổi huấn luyện và gây ra thiệt hại lớn. Tuy nhiên, sau khi Kotetsu phát hiện ra nó vẫn còn hoạt động, anh đã bảo Tanjiro nên tập luyện với nó để trở nên mạnh hơn Muichiro. Tuy nhiên, quá trình huấn luyện lại tỏ ra khắc nghiệt khi Kotetsu đã từ chối dâng thức ăn và nước uống lên cho Tanjiro khi cậu không thể kết nối các sợi dây vào cú đánh vào con búp bê. Cuối cùng, khi Tanjiro ngất đi vì kiệt sức, cậu tưởng tượng rằng mình ở thế giới bên kia và nhìn thấy một hòn đá kỳ dị ở sông Sanzu, giúp cậu phát hiện ra mùi hương nhanh hơn cả Sợi chỉ mở đầu. Và thế là cậu đã sử dụng điều này để làm lợi thế của mình, cuối cùng giáng một đòn mạnh vào đầu con búp bê, khiến nó vỡ tan và để lộ một thanh kiếm được giấu bên trong. |                    | |                                                              |                                |                     |                    |
| 47 | 3                  | "Thanh kiếm 300 năm trước" Chuyển ngữ: "Sanbyaku-nen Ijō Mae no Katana" (tiếng Nhật: 300年以上前の刀)                                                         | Nakazawa Ken                                                 | Hosokawa Hideki                | 23 tháng 4 năm 2023 | 6.4%               |
| Trước sự thất vọng của Tanjiro và Kotetsu khi phát hiện thanh kiếm đã bị hoen ố. Hagenazuka sau đó đã xuất hiện, với một cơ thể cực kỳ vạm vỡ sau quá trình luyện tập đơn độc để có thể rèn một thanh kiếm tốt hơn cho Tanjiro. Với ý định khôi phục thanh kiếm cổ, anh đã đưa cho Tanjiro một thanh kiếm khác trong thời gian chờ đợi. Ngày hôm sau, Tanjiro đã cố gắng kết bạn với Genya nhưng nhận thấy rằng Genya đã mọc lại một chiếc răng bị mất, trước khi nỗ lực của cậu bị từ chối. Tất cả đều không hề hay biết, Gyokko và Hantengu đã thâm nhập vào Làng Thợ rèn. Thượng huyền từ cuối cùng đã tìm thấy Tanjiro, Nezuko và Muichiro, những người đã chặt đầu con quỷ. Hai con quỷ sau đó đã tái sinh từ cơ thể và đầu đã đều bị cắt đứt. Sau khi một trong số họ, Karaku, đã thổi bay Muichiro bằng một cơn gió của mình, người còn lại, Sekido, gần như bị giật điện từ Tanjiro bằng một cây quyền trượng, trước khi Genya xuất hiện và chặt đầu cả hai bằng khẩu súng ngắn đã cưa và một Con dao Nichirin. Tuy nhiên, lũ quỷ lại chia làm hai; một trong số đã làm cho Tanjiro bị điếc tai bằng một loại tấn công âm thanh trong khi Nezuko đang cố gắng bảo vệ cho Genya khỏi người đang cầm giáo. Trong khi đó, Muichiro chạy lại để hỗ trợ, nhưng nhận thấy Kotetsu đang gặp nguy hiểm trước một con quỷ giống cá. Ban đầu cậu định quyết định sẽ không giúp, nhưng sau đó đã cứu Kotetsu ngay trước khi bị ăn thịt sau khi nhớ lại những lời của Tanjiro về việc giúp đỡ người khác cuối cùng đã giúp cho cậu ta. |                    | |                                                              |                                |                     |                    |
| 48 | 4                  | "Cảm ơn Tokito" Chuyển ngữ: "Tokitō-kun Arigatō" (tiếng Nhật: 時透君ありがとう)                                                                               | Hosokawa Hideki                                              | Hosokawa Hideki                | 30 tháng 4 năm 2023 | 7.0%               |
| Sau khi cứu kotetsu, Kotetsu xin lỗi Muichiro vì đã la mắng cậu vào mấy ngày trước và cầu xin hãy cứu Kanamori vì anh ấy cố gắng bảo vệ Hagenazuka đang dốc sức mài để phục chế thanh kiếm. Lúc đầu Muichiro định từ chối,nhưng sau đó cậu nhớ lại lời của chúa công Oyakata là cậu nhất định sẽ tìm lại bản thân,ký ức đã mất thì sẽ khôi phục lại. Thế là Muichiro đã đồng ý đi đến giúp Kanamori. Trong khi đó Tanjiro phải đánh tên quỷ ngoại hình giống chim. Tên quỷ dùng móng vuốt của mình tấn công Tanjiro khiến cậu bị thương. Tên quỷ dùng đòn tấn công âm thanh nhưng đã bị Tanjiro chém đứt đầu hắn ta. Hắn mọc lại cái đầu và tiếp tục tấn công Tanjiro. Trong khi đó Nezuko phải đấu với Karaku,còn Genya bị tên cần giáo đâm xiên người. Aizestsu cố rút ngọn giáo ra thì bất ngờ, Genya vẫn chưa chết. Cậu liền bắn nát đầu Aizestsu nhưng hắn đã rút giáo ra khỏi người Genya khiến cậu chảy rất nhiều máu. Tưởng cậu đã chết nhưng thực ra là cậu còn sống. Aizestsu liền dứt điểm Genya nhưng cậu đã né và định chém đần Aizestsu thì bị Sekido giật điện. Còn Karaku định xé tay Nezuko thì bị cô bé đá đứt đầu và dùng máu để thiêu chết Karaku.Nezuko cướp cây quạt của Karaku và thổi bay hắn ta.Nezuko tấn công Sekido thì bị hắn dùng trượng đâm xiên cổ và giật điện. Lúc Tanjiro đến thì thấy Nezuko bị giật điện. Tanjiro tấn công Sekido và cứu Nezuko. Bất ngờ Karaku lao đến và dùng cây quạt dán một đòn về phía Tanjiro và Nezuko khiến cả hai rơi xuống dưới và bất tỉnh. Lúc này Mitsuri đang trên đường tới giúp theo hướng của quạ truyền tin của cô. |                    | |                                                              |                                |                     |                    |
| 49 | 5                  | "Xích nộ kiếm" Chuyển ngữ: "Kakutō" (tiếng Nhật: 赫刀) | Nonaka Takuya                                                | Nonaka Takuya                  | 7 tháng 5 năm 2023  | 7.2%               |
| Sau khi cứu Kozo khỏi một con quỷ cá, ngay lập tức Muichiro yêu cầu anh đưa cậu đến kho xưởng của anh để tìm kiếm cho một thanh kiếm mới, nhưng cả ba người bất ngờ gặp phải thượng huyền ngũ Gyokko vốn đã chờ sẵn từ lâu. Mitsuri đến kịp làng thợ rèn, nhanh chóng sử dụng một thanh kiếm dài giống như roi da và sử dụng Hơi thở tình yêu để nhanh chóng tiêu diệt những con quỷ cá đang tấn công ngôi làng. Sau đó, cô cũng kịp thời đến nóc nhà nơi mà trưởng làng Tecchin đang bị con quỷ cá nắm chặt và đã kịp thời tiêu diệt trước khi nó giết chết ông. Ở một diễn biến khác, sau khi Karaku cố gắng ghim Nezuko xuống bên dưới những mảnh gỗ nặng nề, cô nắm chặt tay mình vào thanh kiếm của Tanjiro và vấy máu lên nó. Muichiro thì đang tấn công Gyokko vì cậu cảm thấy khó chịu trước cái tác phẩm là chiếc bình ghê tởm của con quỷ, rồi cậu phát hiện ra rằng con quỷ có thể tạo ra những chiếc bình mới và dịch chuyển tức thời ngay lập tức trước khi bị cậu chém chiếc bình. Muichiro sớm đã bị mắc kẹt trong một chiếc bình nước mà đã vô hiệu hoá khả năng hơi thở từ Sát quỷ đội của cậu. Nezuko thì đã thành công sử dụng Huyết Quỷ Thuật của mình và làm nóng thanh kiếm, biến nó trở thành một thanh kiếm đỏ tươi rực cháy. Tanjiro nhớ lại về ký ức di truyền, thấy được kiếm sĩ trong mơ của mình cũng sử dụng một loại thanh kiếm đỏ rực tương tự. Sekido nhanh chóng nhìn qua ký ức của Muzan, đồng thời cũng nhận ra thanh kiếm đó giống với thanh kiếm của Kẻ diệt quỷ, người đã từng suýt kiết liễu Quỷ vương. Khi dấu ấn của Tanjiro một lần nữa lại được kích hoạt, cậu ngay lập tức sử dụng hơi thở Hinokami Kagura của mình, nhanh chóng chặt đầu Sekido, Urogi và Karaku với tốc độ chóng mặt. Sau đó, cậu thấy rằng Aizetsu (con quỷ cuối cùng) cũng đã bị Genya chặt đầu nhưng đã bị sốc khi thấy được cậu ta giờ đã mang hình dáng của một con quỷ. |                    | |                                                              |                                |                     |                    |
| 50 | 6                  | "Chẳng phải cậu sẽ trở thành Trụ Cột sao?" Chuyển ngữ: "Hashira ni Narun ja Nai no ka!" (tiếng Nhật: 柱になるんじゃないのか！)                                | Harada Seiji                                                 | Tsunematsu Kei                 | 14 tháng 5 năm 2023 | 7.6%               |
| Mặc dù cậu thấy cậu ta giống như một con quỷ, Tanjiro vẫn nhanh chóng nhận ra Genya vẫn còn một chút lương tâm của con người và đã hướng dẫn cậu ta tìm ra con quỷ thứ năm, sau khi bốn con quỷ vẫn không thể tan biến dù đã bị chặt đầu. Cậu ra giải cứu Nezuko ra khỏi đống đổ nát và đã khuyên cô đi bảo vệ Genya, nhưng lũ quỷ đã tái sinh hoàn toàn, buộc Tanjiro phải ở lại và hướng dẫn Genya đi qua khu rừng bằng khứu giác của mình. Genya cuối cùng đã tìm thấy con quỷ Hantengu gốc giờ đã nhỏ bé nhưng cơ thể của con quỷ thậm chí còn có sức bền hơn cả bản sao của chính nó. Sekido bất ngờ xuất hiện ngay phía sau Genya và chuẩn bị đâm cổ cậu bằng cây trượng của nó. Nhận thấy mình sắp chết, cậu bắt đầu nhớ lại thời thơ ấu của mình, khi gia đình cậu thường xuyên bị cha của họ ngược đãi, cuối cùng đã bị giết vì bị khinh thường. Một đêm nọ, Sanemi, nguoiwf anh trai của cậu đi tìm người mẹ vốn đã vắng nhà từ rất lâu, anh đã hứa với Genya rằng họ sẽ bảo vệ gia đình mình. Tuy nhiên, một con quỷ đã tấn công và giết chết cả 5 người em của Genya, để lại vết sẹo cho cậu. Genya buộc phải chạy ra khỏi nhà để đi tìm sự giúp đỡ, cậu đã phát hiện ra rằng Sanemi đã giết người mẹ của mình mà không biết rằng bà chính là con quỷ đã giết chết anh chị em của họ, và cậu đã coi anh mình là kẻ sát nhân trong sự hối hận tột cùng. Cậu khóc vì tin rằng mình sẽ chết mà không xin lỗi Sanemi, nhưng Tanjiro đã nhanh chóng cứu cậu ta và tấn công Sekido. Sau khi được Genya che chở cho Tanjiro khỏi Huyết Quỷ thuật của Aisetzu, Tanjiro đã tự mình truy lùng Hantengu với ý định quyết tâm chặt đầu con quỷ đó. |                    | |                                                              |                                |                     |                    |
| 51 | 7                  | "Kẻ phản diện khủng khiếp" Chuyển ngữ: "Gokuakunin" (tiếng Nhật: 極悪人)                                                                                      | Hosokawa Hideki                                              | Miura Yō                       | 21 tháng 5 năm 2023 | 7.0%               |
| Khi Tanjiro đang cố gắng dùng thanh kiếm và chém vào cổ của Hantengu nhưng lại không thể thành công do ánh lửa từ lưỡi kiếm của cậu đang tắt dần. Sau đó, Tanjiro còn phải đối mặt với biến thể tổng hợp mạnh nhất của Hantengu, khi nó đã tấn công Tanjiro qua huyết quỷ thuật chính là những con rồng đá khổng lồ buộc câu phải giải quyết. Genya sau đó đã nhận ra con quỷ này chính là từ ba biến thể Karaku, Urogi và Aizetsu bị Sekido hấp thụ để hợp nhất sức mạnh của con quỷ thành một cơ thể mới trẻ hơn trước. Con quỷ này hệt như tấm che cho Hantengu khi hắn ở bên trong cơ thể của con quỷ qua một tấm vải bố và nói bằng một chất giọng đầy áp lực rằng các Thợ săn quỷ chính là những kẻ ác vì đã ức hiếp nó. Tanjiro ngay lập tức trả đũa cho lời buộc tội của con quỷ và thề rằng cậu sẽ lấy được đầu nó, những lời đó mau chóng khiến con quỷ tức giận và cả hai lại chuẩn bị chiến đấu. Ở một nơi khác, Gyokko đã bước vào nhà kho của Kozo để tìm kiếm sự tò mò và nó thấy Kozo và Haganezuka, người đang miệt mài đánh bóng từ lưỡi kiếm của Tanjiro. Con quỷ đã cố gắng nói chuyện nhưng anh không trả lời khiến con quỷ khó chịu và tấn công anh. Mặc dù bị nhiều vết thương, Hotaru vẫn cố gắng tiếp tục phớt lờ của Gyokko, khiến con quỷ khó chịu và mong muốn cát đứt sự tập trung của anh. Muichiro thì đang dần cảm thấy như mình sắp cận kề với cái chết, nhưng cậu lại đột nhiên nhìn thấy Tanjiro trong tưởng tượng, Tanjiro đó đã trấn an cậu rằng "những sai lầm của cậu là không đúng, sẽ có người đến và giúp đỡ cậu". Kotetsu sau đó đã xuất hiện và cố gắng đâm vào cái bình một cách vô ích. Cậu bé đã bị tấn công bởi một con quỷ cá nhỏ và đã bị chém vào bụng. Bất chấp việc Muichiro cố gắng ngăn cản cho cậu giúp đỡ, Kotetsu sau đó đã thổi bong bóng vào trong bình, giúp Muichiro có không khí để sử dụng thêm một đòn tấn công nữa và thoát ra ngoài thành công. Muichiro đã nhận ra lý do mà cậu cảm thấy quen thuộc với Tanjiro là vì cậu ấy có cùng màu mắt với cha mình. |                    | |                                                              |                                |                     |                    |
| 52 | 8                  | "Mu trong Muichiro" Chuyển ngữ: "Muichirō no Mu" (tiếng Nhật: 無一郎の無)                                                                                     | Minamino Jun'ichi                                            | Shirai Toshiyuki               | 28 tháng 5 năm 2023 | 7.0%               |
| Mặc dù đã thoát khỏi cái bình của Gyokko nhưng Muichiro vẫn đang bị tê liệt vì chất độc của những chiếc gai cắm lên người cậu. Khi nhìn thấy Kotetsu đang sắp bị tấn công và không thể cứu giúp được cho cậu bé, cuộc sống của cậu lướt qua ngay trước mắt. Qua ký ức của Muichiro, cậu là con trai út của một gia đình có người bố làm thợ đốn gỗ sống trong rừng với người mẹ và người anh cả. Cậu trở thành mồ côi sau khi mẹ cậu lâm bệnh và đã không qua khỏi, cha cậu thì đi ra ngoài trong đêm mưa bão để lấy dược liệu, không may té ngã và đã thiệt mạng ngay sau đó. Người anh trai sinh đôi và cũng là thành viên duy nhất trong gia đình của cậu, Yuichiro, người anh tỏ ra sự hoài nghi và cay đắng trước cái chết của bố mẹ vì họ đã nuôi nấng Muichiro nhưng vẫn lạnh lùng và xa cách với người anh. Đặc biệt là trong chuyến thăm của người vợ Kagaya Amane càng chỉ thúc đẩy cho sự hư vô của Yuichiro, đẩy anh vào một tràng chỉ trích về sự vô ích khi giúp đỡ người khác và số phận của họ khi chết cùng với cha mẹ và chỉ ra là một cái chết vô nghĩa. Trong một đêm nọ, một con quỷ đã rình đến và đã bất ngờ cắn đứt cánh tay của Yuichiro. Muichiro, vì đã quá hoảng loạn và chứa đầy cơn thịnh nộ mù quáng, cậu đã hét lên và nhanh chóng đánh bại con quỷ. Muichiro tỉnh dậy vào hôm sau, cậu bò lê lết vào trong nhà và lặng lẽ chứng kiến những giây phút cuối cùng của người anh trai, cảm thấy hối hận khi mình đã không thể nói chuyện với người anh, Yuichiro thấy vậy cũng đã xin lỗi cậu và cầu nguyện cho cậu sẽ sống sót. Những khoảng hồi ức đau buồn đó đã khiến những dấu ấn đầu tiên xuất hiện trên khuôn mặt của Muichiro. Cậu nhanh chóng giải cứu Kotetsu và lên đường cứu Hotaru và Kozo. Gyokko bị sốc khi đã trốn thoát và phát hiện có dấu ấn tương tự như Tanjiro, con quỷ ngay lập tức sử dụng nhiều Huyết quỷ thuật nhưng lại phát hiện ra rằng Muichiro có thể ăn miếng trả miếng bất cứ lúc nào với hắn. |                    | |                                                              |                                |                     |                    |
| 53 | 9                  | "Hà trụ Tokito Muichiro" Chuyển ngữ: "Kasumi Bashira Tokitō Muichirō" (tiếng Nhật: 霞柱・時透無一郎)                                                          | Uda Akihiko                                                  | Miura Yō                       | 4 tháng 6 năm 2023  | 7.3%               |
| Khi đang phải chiến đấu với Gyokko, Muichiro cùng vói con quỷ đã chế giễu lẫn nhau. Sau cùng, cậu đã khiến cho con quỷ tức giận và vô thức ra chém Muichiro. Nhưng cậu đã nhanh chóng chế ngự được Huyết quỷ thuật của Gyokko. Con quỷ sau đó đã leo ra khỏi cái bình và hiện nguyên hình, một sinh vật giống người cá với cơ thể vạm vỡ. Gyokko điên cuồng tấn công Muichiro sau khi bị chính cậu ta xúc phạm qua những câu khắc khỷ. Muichiro sau đó đã nhớ lại cách mà Amane đã tìm thấy cậu ta sau cuộc tấn công của một con quỷ đã giết anh cậu. Rồi sau đó cậu liên tục vận động không ngừng để trở nên mạnh mẽ, cảm thấy cơn thịnh nộ không thể kiềm chế liên tục đưa cậu ta về phía trước. Sử dụng tốc độ tăng cường của mình cùng với hơi thở sương mù, Muichiro bắt đầu trốn tránh vào hư ảo và áp đảo nhận thức của Gyokko rồi chậm rãi chặt đầu con quỷ. Khi dấu ấn trên mặt của cậu mờ dần, Muichiro nhanh chóng quay cuồng vì kiệt sức do ảnh hưởng của chất độc. Kozo cũng đã mau chóng hỗ trợ cho cậu và được Kotetsu chỉ dẫn, cậu kể lại về sự việc đã xảy ra và cậu đã thoát khỏi cái chết nhờ chiếc tsuba của Rengoku mà Tanjiro đã đưa cho cậu để đặt thanh kiếm mới của mình. Muichiro chợt nhận ra và khóc nức nở khi nhớ về một người bạn quá cố và được an ủi khi nhìn thấy gia đình mình. Ở một nơi khác, Tanjiro đang phải chiến đấu với con quỷ Hatengu, sau đó cậu bị thủng màng nhĩ và bàn chân trái của cậu đã bị những con rồng nghiền nát qua khả năng của những bản sao. Không may, cậu đã bị một con rồng nuốt phải và suýt bị nghiền nát cho đến khi Mitsuri đến kịp thời và chặt đầu nó ra. Mitsuri hứa sẽ tìm đường giải cứu cho Nezuko và Genya. |                    | |                                                              |                                |                     |                    |
| 54 | 10                 | "Luyến trụ Kanroji Mitsuri" Chuyển ngữ: "Koi Bashira Kanroji Mitsuri" (tiếng Nhật: 恋柱・甘露寺蜜璃)                                                          | Shimizu Yūji                                                 | Shimizu Yūji                   | 11 tháng 6 năm 2023 | 7.6%               |
| Sau khi Mitsuri chém xong con rồng, thì bị con quỷ dồn vào một góc. Cô không nhận ra cơ thể chính của con quỷ sau khi Tanjiro cảnh báo và bị choáng váng dữ dội bởi đòn tấn công âm thanh. Con quỷ chuẩn bị giết cô khi cô nhớ lại về quá khứ. Sinh ra trong một gia đình được bao bọc bởi tình yêu thương, cô đã phát triển sức mạnh bất thường khi còn nhỏ, cùng với màu tóc đặc trưng và sở thích phàm ăn. Mặc dù cô trân trọng sự bất thường đấy, nhưng sau khi lần ra mắt của cô bị từ chối đã khiến cho cô phải suy nghĩ trong một thời gian dài. Cô nhuộm mái tóc đen và ít ăn hơn để trở nên bình thường nhưng rồi lại nhận ra mình đang từ bỏ bản chất thật của chính mình. Sau đó, cô gia nhập Sát quỷ đoàn và nhận được sự đồng cảm từ Chúa Công, rồi cô thức dậy và thấy Tanjiro, Nezuko và Genya đang che chắn cô khỏi đòn tấn công. Cô mau chóng cảm ơn và tiếp tục giao chiến với những con rồng bằng Hơi thở tình yêu. Con quỷ nhận thấy Mitsuri cũng đang sở hữu một dấu ấn và đã tạo một vết thương trên Hantengu. Tanjiro, Nezuko và Genya nhanh chóng đuổi theo con quỷ thật, Genya nhanh chóng cắn xé thân quỷ khiến con quỷ ngã xuống đất. Họ chém đôi thân ra nhưng lại không thấy gì còn Hantengu thì lại phải chạy trốn một lần nữa. |                    | |                                                              |                                |                     |                    |
| 55 | 11                 | "Mối liên kết gắn bó: Bình minh thức giấc và rạng đông ló rạng" Chuyển ngữ: "Tsunaida Kizuna Kawataredoki Asaborake" (tiếng Nhật: 繋いだ絆 彼は誰時 朝ぼらけ) | Nakazawa Ken, Harada Seiji, Suhara Takashi, Minamino Junichi | Sotozaki Haruo, Suhara Takashi | 18 tháng 6 năm 2023 | 7.6%               |
| Bất chấp vết thương do va phải cục đá, Tanjiro vẫn cố đuổi Hantengu và sử dụng Hơi thở Mặt Trời với kỹ thuật Hơi thở sấm sét để đuổi kịp con quỷ. Khi bị Tanjiro chèm vào cổ, Hantengu bắt đầu phát triển thành một bản sao lớn hơn của chính nó và bóp cổ cậu. Genya và Nezuko dùng mọi cách để chặn con quỷ và cuối cùng lại rơi xuống vách đá cùng với Tanjiro và Nezuko. Hantengu nhận ra nó cần con người để hồi phục sức mạnh, Tanjiro cùng với lòng căm thù với những cảm xúc mà sử dụng thanh kiếm của Hotaru mà Muichiro ném đến và thành công chặt đầu con quỷ. Nhưng cậu lại nhận ra rằng, bình minh đang đến gần, cậu vội vã quay lại để bảo vệ Nezuko khỏi ánh nắng Mặt Trời, chỉ để cô chỉ cho Tanjiro thấy bản sao của con quỷ vẫn còn sống, cậu nhanh chóng nhận ra nó không phải là Hantengu mà chỉ là biểu hiện của sự phẫn uất trong con quỷ. Nezuko thì bắt đầu bốc cháy bởi ánh nắng. Không còn sự giúp đỡ, Tanjiro gần như bị chết cóng nhưng Nezuko lập tức quay sau và ném cậu đi, ra hiệu cho cậu phải giết con quỷ trước. Tanjiro với đầy mối hận thù tìm thấy Hantengu đang trốn bên trong trái tim của con bản sao, cậu kết liễu con quỷ trong tức khắc, nó bắt đầu nhớ lại về cuộc sống đầy oan ức và tội phạm trước khi nó bị chặt đầu và đốt thành tro. Tanjiro đau buồn nghĩ em gái mình đã chết, rồi cậu quay lại nhìn thấy Nezuko nhưng toàn thân không còn bốc cháy nữa, ống tre cũng đã được bỏ ra. Cậu nhẹ nhõm và vui mừng vì thấy em gái mình vẫn ổn. Thông qua ký ức của Hantengu, Muzan đã nhận ra đối tượng có thể chinh phục được ánh nắng Mặt Trời và có thể đạt được bằng cách hấp thụ Nezuko. Quá khứ của Muzan cho thấy hắn là một thanh niên ốm yếu sống ở Thời kỳ Heian. Với cơn tức vì không thể hồi phục, anh đã giết bác sĩ điều trị cho mình nhưng lại nhận ra rằng phương pháp điều trị của tên bác sĩ trên thực tế đã nâng cao được khả năng thể chất và cứu mạng cho hắn nhưng lại khiến cho anh không thể đi lại dưới ánh sáng Mặt Trời. Sau gần một nghìn năm, hắn rốt cuộc vẫn không tìm thấy nguyên liệu cuối cùng là hoa bỉ ngạn xanh. Sau trận chiến, Muichiro cảm ơn Tanjiro vì đã giúp cho cậu tìm thấy được danh tính và Mitsuri nhanh chóng ôm lấy họ khi nhận thấy tất cả mọi người đều sống sót. Khi cậu rời làng, những người thợ rèn ăn mừng và chào tạm biệt Tanjiro trước khi cậu trở về Điệp Phủ. |                    | |                                                              |                                |                     |                    |

## Băng đĩa tại gia

### Tiếng Nhật
| Chương | Chương | Tập             | Ảnh bìa         | Đĩa đi kèm           | Ngày phát hành      | Nguồn  |
| ------ | ------ | --------------- | --------------- | -------------------- | ------------------- | ------ |
|        | 1      | 1               | Kanroji Mitsuri | Nhạc phim            | 21 tháng 6 năm 2023 | [ 14 ] |
| 2      | 2–3    | Tokito Muichiro | Nhạc phim       | 26 tháng 7 năm 2023  | [ 15 ]              |        |
| 3      | 4–5    | Chưa rõ         | Nhạc phim       | 30 tháng 8 năm 2023  | [ 16 ]              |        |
| 4      | 6–7    | Chưa rõ         | Nhạc phim       | 27 tháng 9 năm 2023  | [ 17 ]              |        |
| 5      | 8–9    | Chưa rõ         | Nhạc phim       | 25 tháng 10 năm 2023 | [ 18 ]              |        |
| 6      | 10–11  | Chưa rõ         | Nhạc phim       | 22 tháng 11 năm 2023 | [ 19 ]              |        |